# Вильхельмсдорф (Тюрингия)
Вильхельмсдорф (нем. Wilhelmsdorf) — община в Германии, в земле Тюрингия.
Входит в состав района Заале-Орла. Подчиняется управлению Ранис-Цигенрюк. Население составляет 232 человека (на 31 декабря 2010 года). Занимает площадь 9,27 км².